# Phyllopentas hirtiflora
Phyllopentas hirtiflora là một loài thực vật có hoa trong họ Thiến thảo. Loài này được (Baker) Kårehed & B.Bremer mô tả khoa học đầu tiên năm 2007.